# Rouwwever
De rouwwever (Ploceus albinucha) is een zangvogel uit de familie Ploceidae (wevers en verwanten).

## Verspreiding en leefgebied
Deze soort telt 3 ondersoorten:
- P. a. albinucha: van Sierra Leone tot Ghana.
- P. a. maxwelli: Bioko.
- P. a. holomelas: Nigeria tot noordoostelijk Congo-Kinshasa, Oeganda en Gabon.